# Rorschach-Heiden-Bergbahn
| BDeh 2/4 24 mit Velo- und Sommerwagen |                      |                                         |                                         |
| Verlauf der von den Zügen nach Heiden befahrenen Strecke |                      |                                         |                                         |
| Streckennummer (BAV): | 857                  |                                         |                                         |
| Fahrplanfeld: | 857                  |                                         |                                         |
| Streckenlänge: | 5,60 km              |                                         |                                         |
| Spurweite: | 1435 mm (Normalspur) |                                         |                                         |
| Stromsystem: | 15 kV 16,7 Hz ~      |                                         |                                         |
| Maximale Neigung: | 93,6 ‰               |                                         |                                         |
| Minimaler Radius: | 120 m                |                                         |                                         |
| Zahnstangensystem: | Riggenbach           |                                         |                                         |
| |                      |                                         |                                         |
| \| \| \| SBB-Strecke von Romanshorn S 7 \| \| \| \| 96,32 \| Rorschach Hafen Endpunkt S 25 \| 398 m ü. M. \| \| \| \| SBB-Strecke von St. Gallen \| \| \| \| 97,2765,04 \| Rorschach Endpunkt S 7 \| 399 m ü. M. \| \| \| \| SBB-Strecke nach Chur \| \| \| \| 64,420,00 \| Eigentumsgrenze SBB – AB \| Eigentumsgrenze SBB – AB \| \| \| \| Abstellanlage \| \| \| \| 0,12 \| Beginn Zahnstange \| Beginn Zahnstange \| \| \| 0,30 \| ehem. Anschluss Maschinenfabrik Starrag \| ehem. Anschluss Maschinenfabrik Starrag \| \| \| 0,31 \| Seebleiche \| 414 m ü. M. \| \| \| 0,77 \| Sandbüchel \| 454 m ü. M. \| \| \| \| Thalerstrasse \| \| \| \| \| Autobahn A1 \| \| \| \| \| Schlossweg \| \| \| \| 1,78 \| Wartensee \| 546 m ü. M. \| \| \| \| Wartenseestrasse \| \| \| \| \| Kantonsgrenze SG–AR \| \| \| \| 2,62 \| Wienacht-Tobel \| 616 m ü. M. \| \| \| 3,70 \| Schwendi bei Heiden \| 671 m ü. M. \| \| \| \| Schwendistrasse \| \| \| \| \| Kantonsgrenze AR–SG \| \| \| \| \| Winkelsbühlstrasse \| \| \| \| \| Kantonsgrenze SG–AR \| \| \| \| \| Bahnhofstrasse, Heiden–Thal \| \| \| \| \| Depot Heiden \| \| \| \| 5,60 \| Heiden Endpunkt S 25 \| 794 m ü. M. \| |                      |                                         |                                         |
| Strecke |                      | SBB-Strecke von Romanshorn S 7          | SBB-Strecke von Romanshorn S 7          |
| Bahnhof | 96,32                | Rorschach Hafen Endpunkt S 25           | 398 m ü. M.                             |
| Abzweig geradeaus und von rechts |                      | SBB-Strecke von St. Gallen              | SBB-Strecke von St. Gallen              |
| Bahnhof | 97,2765,04           | Rorschach Endpunkt S 7                  | 399 m ü. M.                             |
| Abzweig geradeaus und nach links |                      | SBB-Strecke nach Chur                   | SBB-Strecke nach Chur                   |
| Wechsel des Eisenbahninfrastrukturunternehmens | 64,420,00            | Eigentumsgrenze SBB – AB                | Eigentumsgrenze SBB – AB                |
| Abzweig geradeaus und nach links |                      | Abstellanlage                           | Abstellanlage                           |
| | 0,12                 | Beginn Zahnstange                       | Beginn Zahnstange                       |
| Abzweig geradeaus und ehemals nach links | 0,30                 | ehem. Anschluss Maschinenfabrik Starrag | ehem. Anschluss Maschinenfabrik Starrag |
| Haltepunkt / Haltestelle | 0,31                 | Seebleiche                              | 414 m ü. M.                             |
| Haltepunkt / Haltestelle | 0,77                 | Sandbüchel                              | 454 m ü. M.                             |
| Brücke |                      | Thalerstrasse                           | Thalerstrasse                           |
| |                      | Autobahn A1                             |                                         |
| Strecke mit Straßenbrücke |                      | Schlossweg                              | Schlossweg                              |
| Haltepunkt / Haltestelle | 1,78                 | Wartensee                               | 546 m ü. M.                             |
| Brücke |                      | Wartenseestrasse                        | Wartenseestrasse                        |
| Grenze |                      | Kantonsgrenze SG–AR                     | Kantonsgrenze SG–AR                     |
| Bahnhof | 2,62                 | Wienacht-Tobel                          | 616 m ü. M.                             |
| Haltepunkt / Haltestelle | 3,70                 | Schwendi bei Heiden                     | 671 m ü. M.                             |
| Brücke |                      | Schwendistrasse                         | Schwendistrasse                         |
| Grenze |                      | Kantonsgrenze AR–SG                     | Kantonsgrenze AR–SG                     |
| Strecke mit Straßenbrücke |                      | Winkelsbühlstrasse                      | Winkelsbühlstrasse                      |
| Grenze |                      | Kantonsgrenze SG–AR                     | Kantonsgrenze SG–AR                     |
| Bahnübergang |                      | Bahnhofstrasse, Heiden–Thal             | Bahnhofstrasse, Heiden–Thal             |
| Abzweig geradeaus und nach links |                      | Depot Heiden                            | Depot Heiden                            |
| Kopfbahnhof Streckenende | 5,60                 | Heiden Endpunkt S 25                    | 794 m ü. M.                             |

Die Rorschach-Heiden-Bergbahn ist eine Bahnstrecke in der Nordostschweiz. Die ehemalige gleichnamige Betreibergesellschaft, abgekürzt RHB, ging 2006 in den Appenzeller Bahnen (AB) auf. Die von der RHB gebaute Strecke ist eine 5,60 Kilometer lange Normalspur-Zahnradbahn von Rorschach am Bodensee in den fast 400 Meter höher gelegenen Ort Heiden.

## Streckenverlauf
Die Eigentumsstrecke beginnt gut einen halben Kilometer östlich des Bahnhofs Rorschach, kurz nachdem sie von der den Schweizerischen Bundesbahnen (SBB) gehörenden Bahnstrecke Rorschach–Chur abzweigt. Die Eigentumsgrenze liegt exakt beim Kilometer 64,41483. Das Einfahrsignal von Heiden in den Bahnhof Rorschach befindet sich beim Kilometer 64,476. Diese Stelle wird fälschlicherweise oft als Eigentumsgrenze angegeben, tatsächlich handelt es sich aber um die betriebliche Grenze. Die Eigentumsgrenze zwischen SBB und AB und der Nullpunkt der Kilometrierung in Richtung Heiden liegen hinter dem Depot der SBB, unmittelbar vor den beiden Weichen in die Abstellanlage der Appenzeller Bahnen. Auch die Zahnstange beginnt unmittelbar nach den beiden Weichen. Die danach einsetzende Steigung ist durchschnittlich 91 ‰ steil, der Maximalwert liegt bei 93,6 ‰. Oberhalb Wienacht-Tobel ist die Strecke ein wenig flacher und erreicht nur noch 79,6 ‰.
Weiter verläuft die Strecke über die Stationen Seebleiche, Sandbüchel, Wartensee, Wienacht-Tobel und Schwendi bei Heiden bis nach Heiden. Alle Zwischenstationen sind Haltestellen auf Verlangen. Der Endbahnhof Heiden liegt auf einer Höhe von 794 Metern. Die Züge nach Heiden beginnen bereits am Bahnhof Rorschach Hafen, folgen zunächst ein Stück der von den SBB betriebenen Bahnstrecke Romanshorn–Rorschach bis in den Bahnhof Rorschach und von dort der Strecke in Richtung St. Margrethen bis zur Abzweigung.
Die Strecke durchläuft der Reihe nach die politischen Gemeinden Rorschacherberg (Seebleiche, Sandbüchel), Thal (Wartensee), Lutzenberg (Wienacht-Tobel), Heiden (Schwendi bei Heiden) sowie Grub (ohne Station) und endet in der Gemeinde Heiden.

## Geschichte

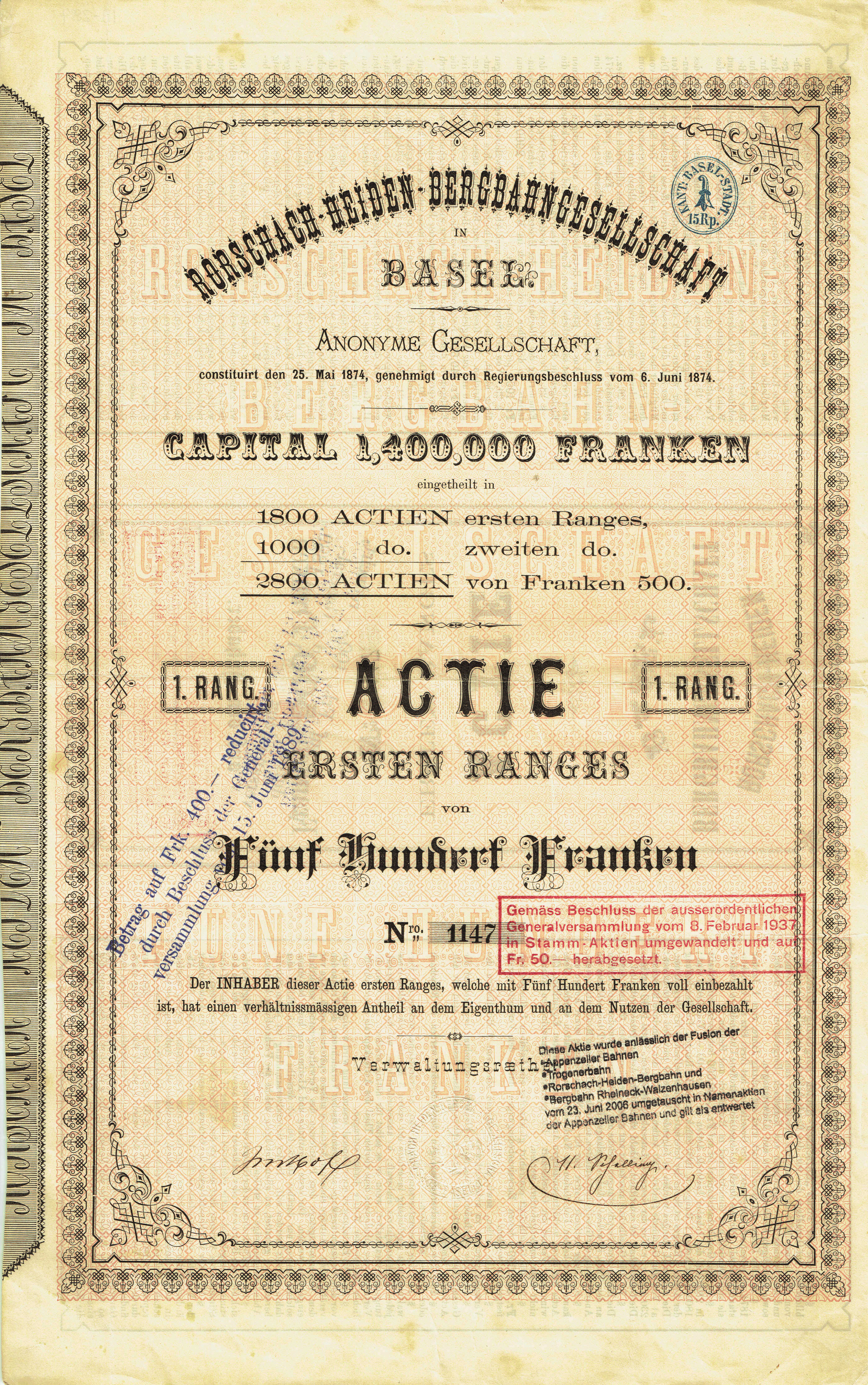
Aktie über 500 Franken der Rorschach-Heiden-Bergbahngesellschaft vom 6. Juni 1874

Erste Bemühungen um einen Schienenanschluss des Ortes Heiden begannen 1871. Frühe Pläne für eine Adhäsionsbahn wurden bald zugunsten der Zahnradstrecke in Normalspur nach Rorschach verworfen. Nach Erhalt der Konzession im Januar 1874 begannen die Bauarbeiten schon im Frühjahr desselben Jahres. Nach anderthalb Jahren Bauzeit war die Strecke fertig. Sie wurde so gebaut, dass eine Verlängerung nach Trogen möglich war. Das wurde von der Schweizerischen Bundesversammlung vorgegeben. Die Strecke konnte am 6. September 1875 eröffnet werden. Die gesamte Strecke war bei Betriebseröffnung 7'163 m lang, davon befanden sich 5'784 m im Besitz der Bahngesellschaft. Die Baukosten der Strecke betrugen 2'225'000 Franken, die Kosten des Rollmaterials beliefen sich auf 218'200 Franken. Zu Beginn standen der Bahngesellschaft drei Dampflokomotiven, neun Personenwagen mit einer Gesamtkapazität von 400 Personen und acht Güterwagen mit einer Gesamtkapazität von 56 t zur Verfügung.

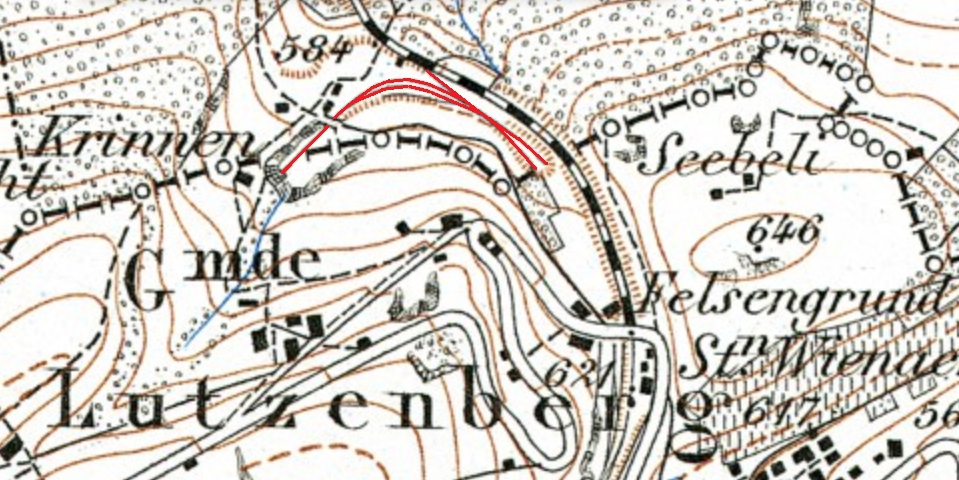
Der Anschluss an den Chrennen-Steinbruch auf der Siegfriedkarte von 1903. Schwarz-weiss: Hauptlinie. Rot: Anschluss.

1897 wurde der Gesellschaft eine Konzession ausgestellt, die den Bau einer Abzweigung ihrer Linie von Kilometer 2,666 zu einem Steinbruch in der «Chrennen» (damals «Krinnen») bei Wienacht erlaubte. Zu diesem Zweck wurde ein neues Geleise in der Länge von circa 250 m gelegt, welches ein integrierter Bestandteil der ganzen Bahnanlage wurde.
Seit 1930 ist sie mit dem gleichen Stromsystem wie das SBB-Netz elektrifiziert, mit Einphasen-Wechselstrom 15'000 Volt und einer Frequenz von 16,7 Hertz.
Rückwirkend auf den 1. Januar 2006 wurde an der Generalversammlung 2006 die Fusion mit der Bergbahn Rheineck–Walzenhausen (RhW), der Trogenerbahn (TB) und den früheren Appenzeller Bahnen (AB) beschlossen. Die vier Bahnen fahren heute unter dem Namen Appenzeller Bahnen.
Wegen rückläufiger Frequenzen und eines Kostendeckungsgrades von unter 30 Prozent liessen die Kantone Appenzell Ausserrhoden und St. Gallen 2019 von einem Ingenieurbüro prüfen, ob für die drei Zahnradbahnen der Appenzeller Bahnen von Rorschach Hafen nach Heiden, von Altstätten Stadt nach Gais und von Rheineck nach Walzenhausen «kundenfreundlichere und kostengünstigere Alternativen» machbar wären. Zur Diskussion stand namentlich eine Umstellung auf Busbetrieb oder einen vollautomatischen Betrieb.

## Zugbetrieb

### Geschichte

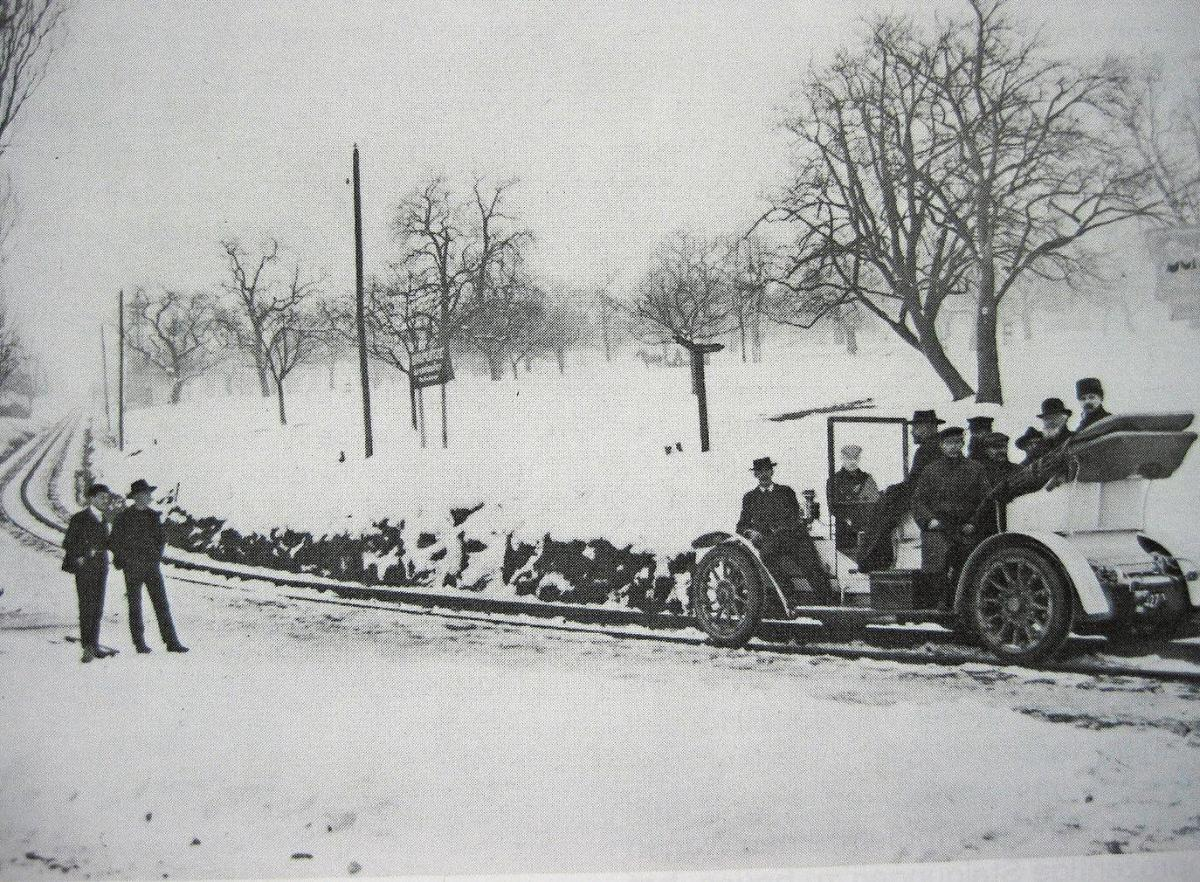
Für die Führung schwach frequentierter Züge baute der Lastwagenhersteller Saurer ein «Schienenmobil», das im Winter 1908 auf der RHB getestet wurde. Die Sicherheitsvorschriften verhinderten eine Inbetriebnahme auf der Zahnstangenstrecke.

Die ersten zwei Jahre mussten die Züge vom Zahnstangenende in Rorschach in den Bahnhof Rorschach mit einer fremden Dampflokomotive befördert werden, wobei die nur mit Zahnrad angetriebene RHB-Dampflokomotive die 560 Meter mitgeschleppt wurde. Da man dabei auf das Wohlwollen der damaligen VSB angewiesen war, entschied man sich, die eigenen Lokomotiven mit einem Adhäsions-Hilfsantrieb auszurüsten. Somit war es ab 1877 möglich, den Bahnhof Rorschach aus eigener Kraft zu erreichen. Bald verlängerte man die Züge nach Rorschach Hafen, um die Passagiere direkt von den Dampfschiffen abzuholen. Diese Betriebsform behielt man bis heute bei, obschon heute die touristisch orientierte Verbindung von Schiff und Bahn von untergeordneter Bedeutung ist gegenüber den Bedürfnissen des lokalen Pendelverkehrs.
Bis zur Lieferung des BDeh 3/6 im Jahr 1998 bot die RHB zwei Wagenklassen an. Das war bis zur Klassenreform von 1956 die zweite und dritte Klasse, bis 1998 die erste und zweite Klasse.
Die Zahnradbahn hatte lange Zeit ein reges Güteraufkommen, befand sich doch in der Nähe der heutigen Station Seebleiche ein Anschlussgleis an die Maschinenfabrik Starrag und in Wolfhalden etwa 200 m vom Bahnhof Heiden entfernt eine Getreidemühle. Auf der Strecke können normale Güterwagen befördert werden, da sie baulich die Beförderung aller Wagen nach Bauart UIC/RIC zulässt, aus Gewichtsgründen aber nur als Einzelwagen. Bis zur Stilllegung der Mühle wurden bis zu 90 Tonnen schwere Wagen zugestellt. Diese mussten zuletzt zwischen zwei BDeh 2/4 im «Sandwichverfahren» zugestellt werden, da nach einer Änderung der Vorschriften nur noch eine Vorstelllast von 73 Tonnen zulässig war.

### Gegenwart

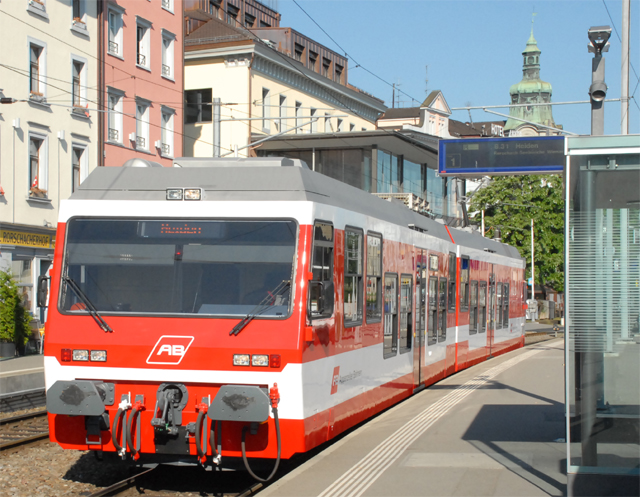
BDeh 3/6 25 in Rorschach Hafen

Heute verkehrt stündlich ein Zug pro Richtung zwischen Rorschach Hafen und Heiden. Die Takt-Zeiten am Morgen unterscheiden sich von denen nach 9:00 Uhr.
Im Sommer werden auch öffentliche Dampffahrten angeboten, dabei kommt die ehemalige Werklok Rosa auf die Strecke. Die historischen Sommerwagen werden im regulären Betrieb eingesetzt, zur Fahrradbeförderung kommt ein Velowagen zum Einsatz.
Güterverkehr findet, eigene Bauzüge ausgenommen, nicht mehr statt, da die Hauptkunden Starrag und Getreidemühle Wolfhalden weggefallen sind. Auch wurden bei der Reorganisation im schweizerischen Güterverkehr viele Bedienpunkte mit geringerem Güteraufkommen, darunter alle der RHB, eingestellt.
Der Triebwagen BDeh 3/6 25 befand sich von September 2009 bis Mai 2010 zur Revision in der Hauptwerkstätte der Rhätischen Bahn in Landquart. Im Zuge dieser Revision wurde er in die aktuellen Farben umlackiert und mit dem Signet der AB versehen.
Die Rorschach-Heiden-Bergbahn ist in den Tarifverbund Ostwind einbezogen.

### Zwischenfälle
Am 1. Dezember 2002 prallte ein Extrazug wegen einer falsch gestellten Weiche in Wienacht-Tobel auf einen Prellbock. 38 Fahrgäste erlitten Verletzungen.

## Rollmaterial

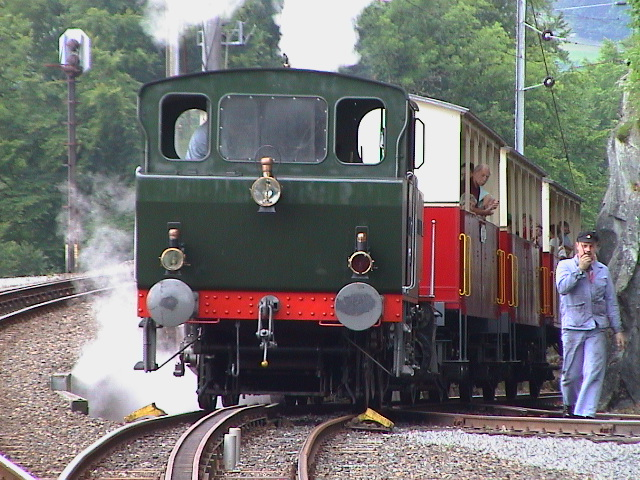
Dampfzahnradzug mit H 2/2 3 ex Maschinenfabrik Rüti
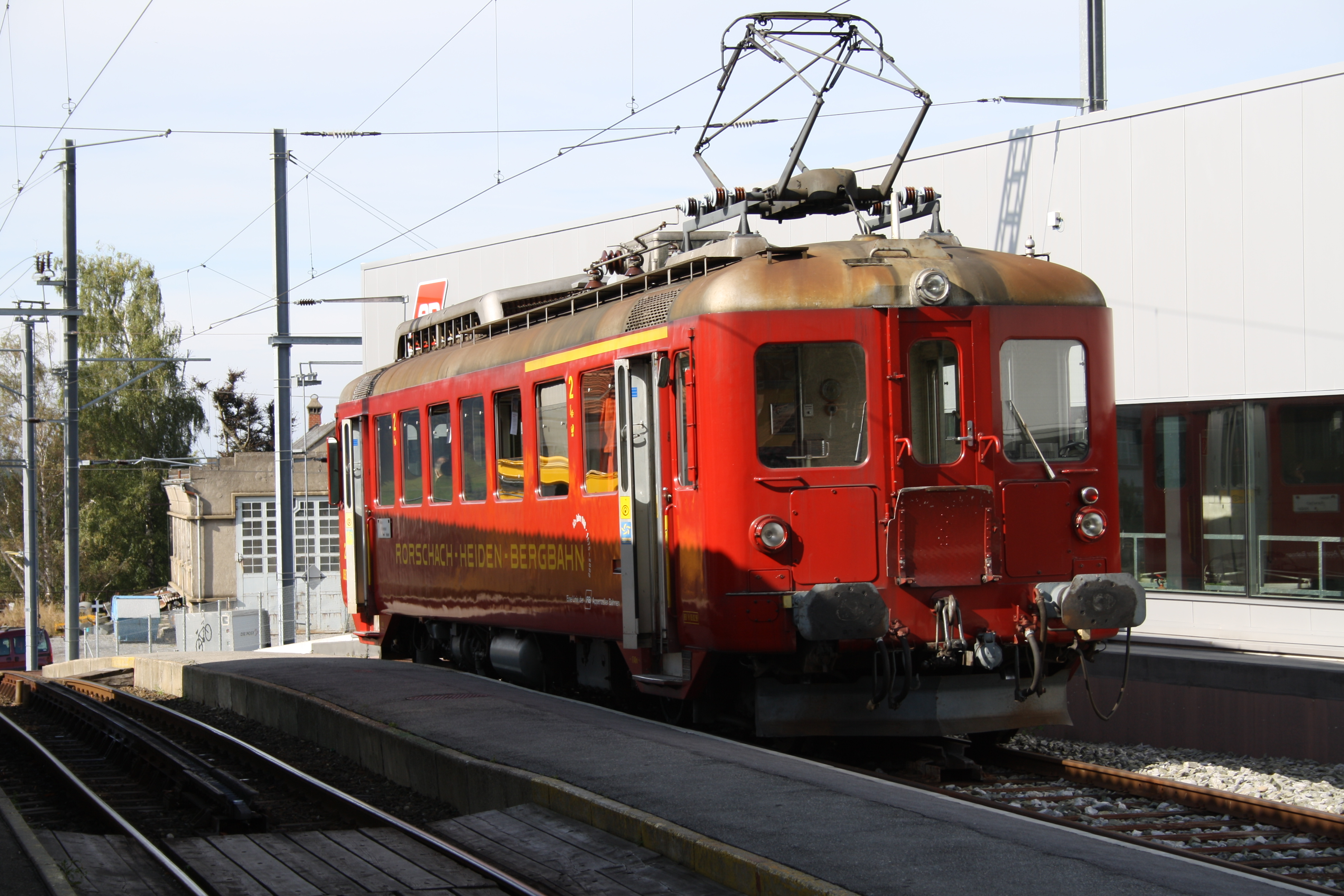
Triebwagen BDeh 2/4 24 in Heiden

| Baureihe                                                                               | Baureihe    | Hersteller  | Baujahr     | Herkunft    | Stückzahl   | Stückzahl   | Ausrangiert | Bemerkungen                                 |
| Serie                                                                                  | Nummern     | Hersteller  | Baujahr     | Herkunft    | total       | heute       | Ausrangiert | Bemerkungen                                 |
| Lokomotiven                                                                            | Lokomotiven | Lokomotiven | Lokomotiven | Lokomotiven | Lokomotiven | Lokomotiven | Lokomotiven | Lokomotiven                                 |
| -------------------------------------------------------------------------------------- | ----------- | ----------- | ----------- | ----------- | ----------- | ----------- | ----------- | ------------------------------------------- |
| H 1/2 HG 1/2                                                                           | 1           | Aarau       | 1875        |             | 3           | 0           | 1949        |                                             |
| H 1/2 HG 1/2                                                                           | 2–3         | Aarau       | 1875        | 1930        | 3           | 0           |             |                                             |
| H 1/2 HG 1/2                                                                           | 4           | SLM         | 1900        | 1           | 0           | 1949        |             |                                             |
| H 2/2                                                                                  | 3II         | SLM         | 1951        | Rüti (1997) | (Üb)01      | hist. 1     |             | «Rosa»; ex MF Rüti H 2/2 3; Eigentum EV     |
| Triebwagen                                                                             |             |             |             |             |             |             |             |                                             |
| BCFZm 2/2                                                                              | 21          | SLM         | 1910        |             | 1           | 0           | 1917        | an RVT verkauft                             |
| FZeh 2/4 DZeh 2/4                                                                      | 21–22       | SLM/MFO     | 1930        |             | 2           | 2           |             |                                             |
| BCFeh 2/4 ABDeh 2/4                                                                    | 23          | SLM/BBC     | 1953        |             | 2           | 2           |             | mit Bt 31 fernsteuerbar                     |
| BCFeh 2/4 ABDeh 2/4                                                                    | 24          | SLM/BBC     | 1967        |             | 2           | 2           |             | mit Bt 31 fernsteuerbar                     |
| BDeh 3/6                                                                               | 25          | STAG        | 1998        |             | 1           | 1           |             | Funkfernsteuerung                           |
| Steuerwagen                                                                            |             |             |             |             |             |             |             |                                             |
| Bt                                                                                     | 31          | SLM/BBC     | 1962        | BT (1985)   | (Üb)01      | 0           | 2017        | ex BT ABt 142; an EV verkauft               |
| Reisezugwagen                                                                          |             |             |             |             |             |             |             |                                             |
| BC                                                                                     | 1–2         |             | 1875        |             | 2           | 0           | 1930        | offene Sommerwagen                          |
| B2                                                                                     | 3–7         |             | 1875        |             | 6           | 5           |             | offene Sommerwagen                          |
| B2                                                                                     | 8           | 1970        | 1875        |             | 6           | 5           |             |                                             |
| C2                                                                                     | 9           |             | 1875        |             | 1           | 0           | 1994        | Umbau zu D2 9                               |
| D2                                                                                     | 9           |             | 1875/1994   |             | (Um)01      | 0           | 2017        | ex C2 9; Velotransportwagen; an EV verkauft |
| B4                                                                                     | 10II–11II   |             | 1962        | SBB (1971)  | (Üb)02      | 2           |             | ex SBB B 8202–8203 (Alu-Kasten EW I)        |
| AB2                                                                                    | 12–13       | SIG         | 1930        |             | 2           | 2           |             |                                             |
| B4                                                                                     | 14II        | SIG         | 1948        | WM (1974)   | (Üb)01      | 1           |             | ex WM B 25                                  |
| Traktor                                                                                |             |             |             |             |             |             |             |                                             |
| Tmh 2/2                                                                                | 20          | SLM/BBC     | 1962        | KUMA (2006) | (Üb)01      | 1           |             | ex MF Rüti 4, KUMA Thm 237 916              |
| Üb = Übernahme aus fremden Bestand (Gebrauchtfahrzeug); Um = Umbau aus eigenem Bestand |             |             |             |             |             |             |             |                                             |

Dienstwagen
- X 152 (1859/1935) SCB/RHB, Schneepflug
- X 257, 262, 264 (1898) Flachwagen (aus der Serie M4 SP 252–264)
- X 602, 603, 631, 641 ehemals MThB
- X 633
- X 9054 ehemals BT

## Galerie

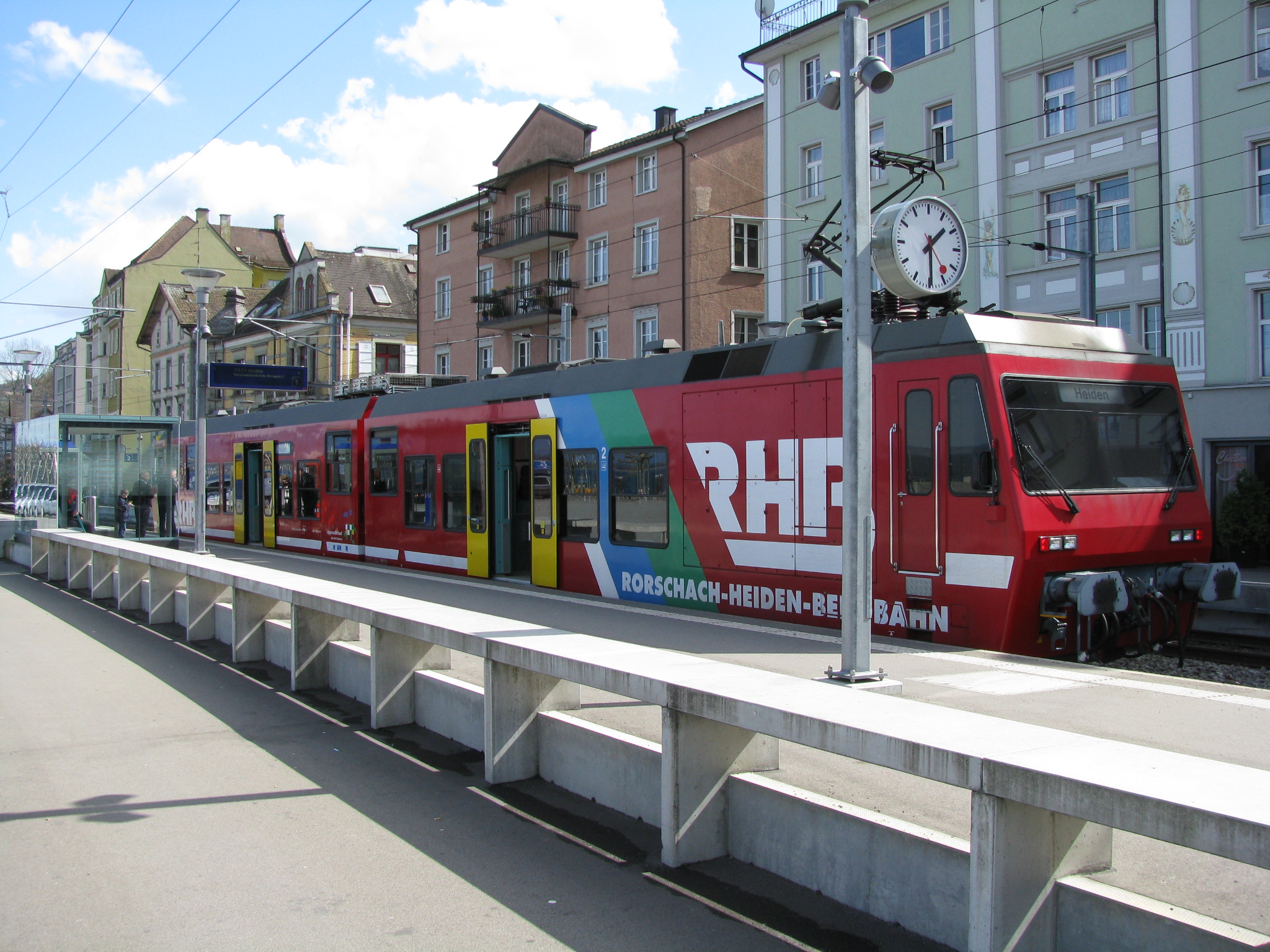
BDeh 3/6 25 in Rorschach Hafen (Lackierungsvariante vor 2010)
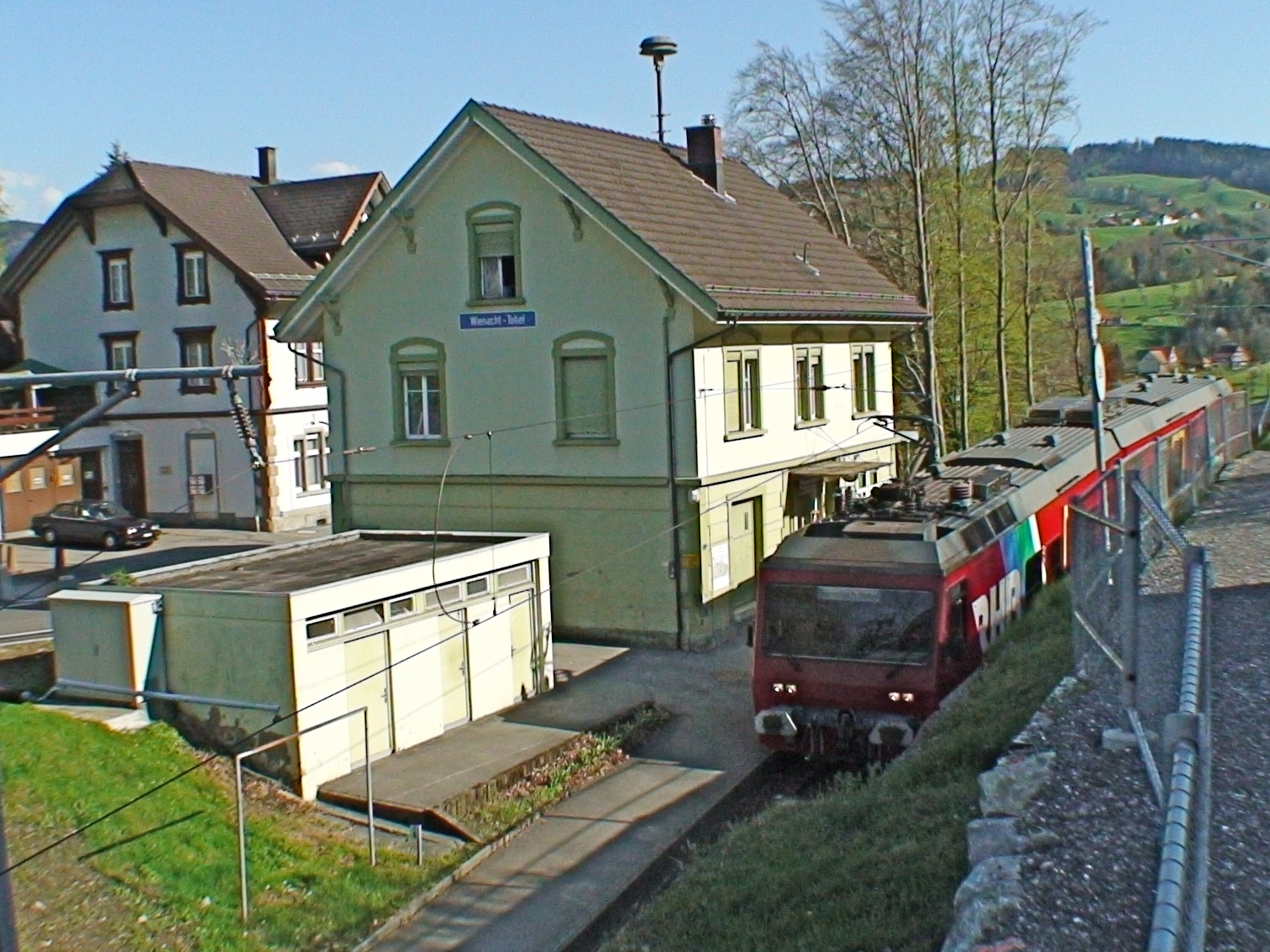
BDeh 3/6 25 in Wienacht-Tobel
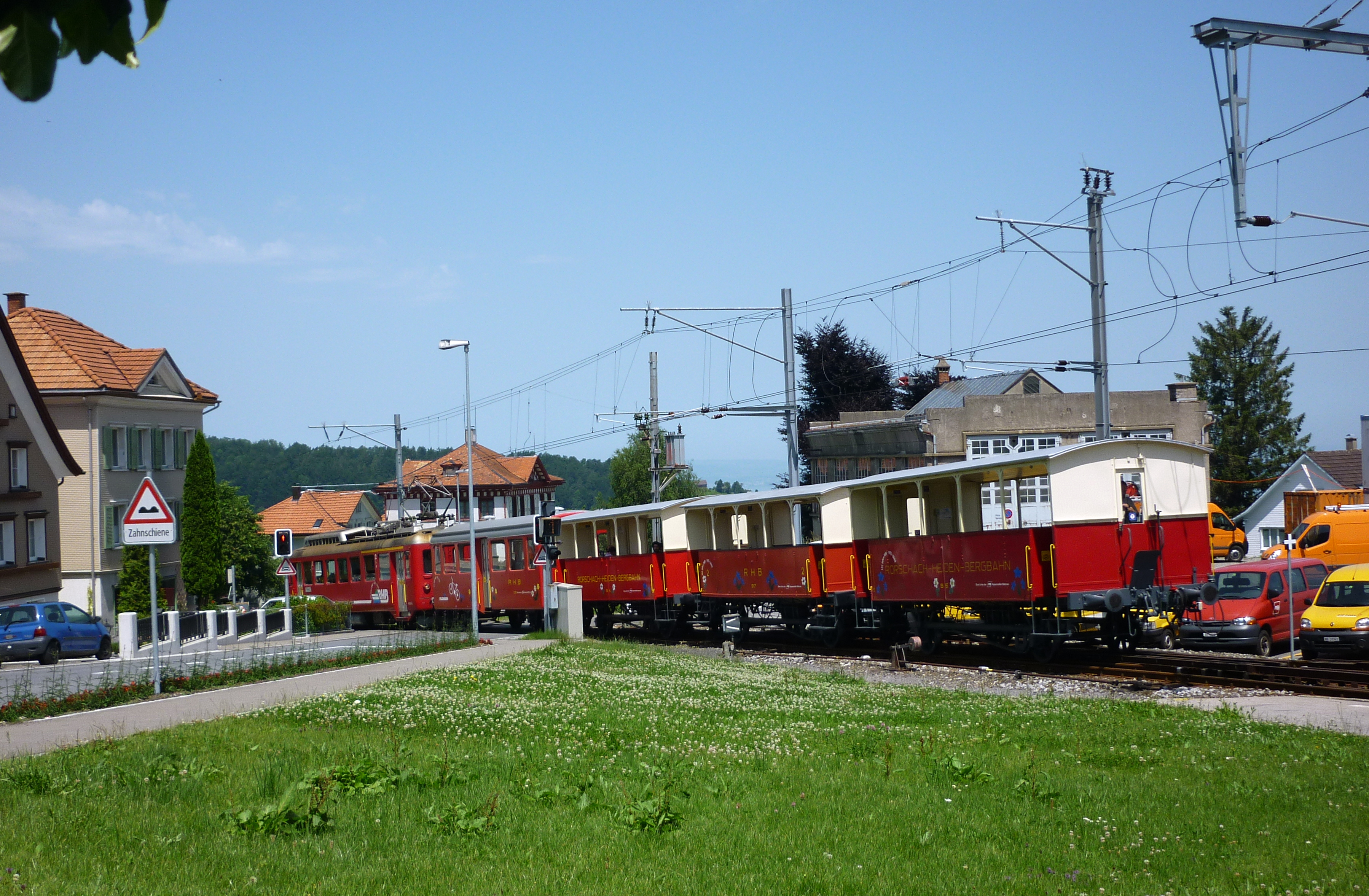
Ein Zug – bestehend aus einem Triebwagen, einem Velowagen und drei Sommerwagen – bei der Ausfahrt aus dem Endbahnhof Heiden
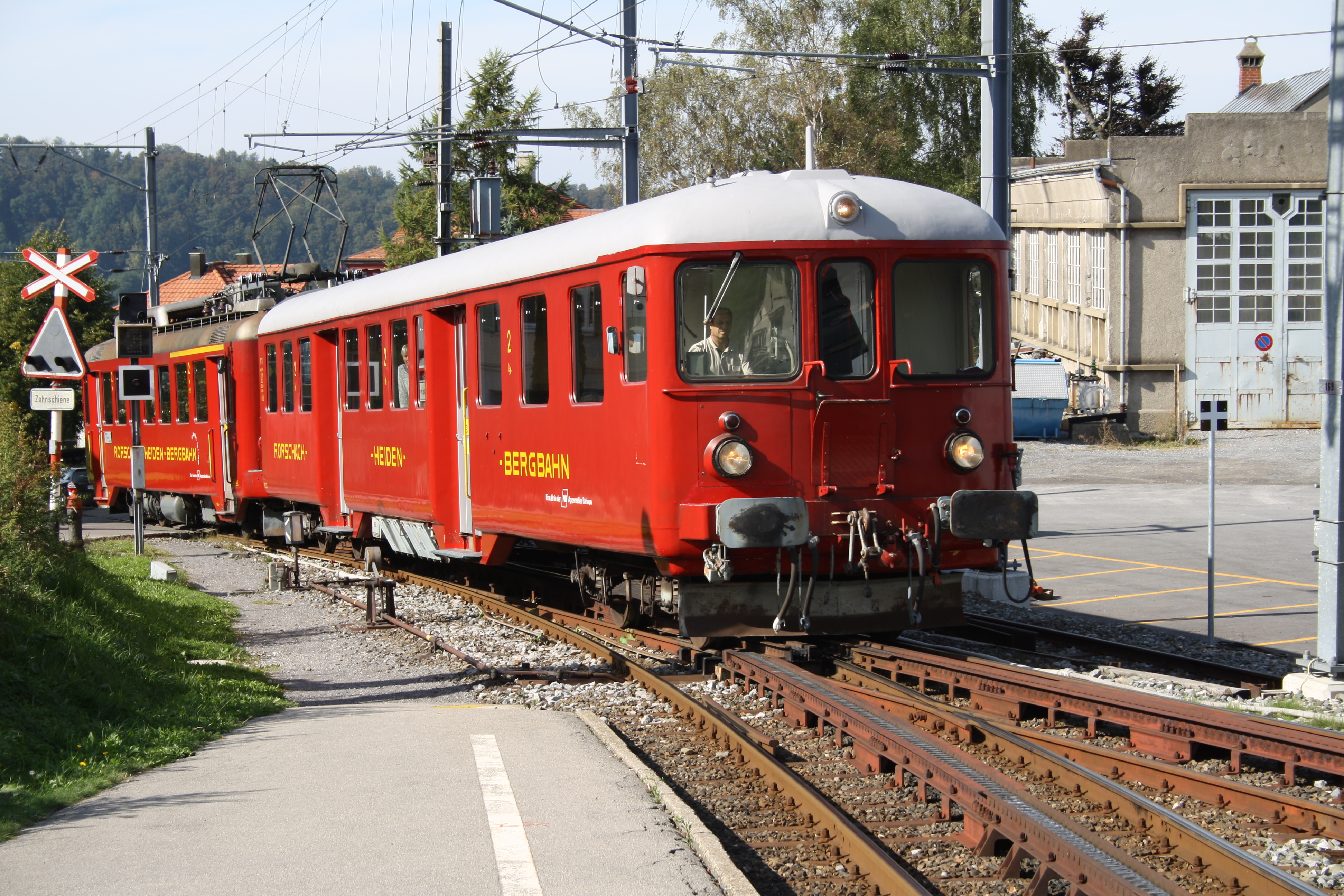
Einfahrt in den Bahnhof Heiden
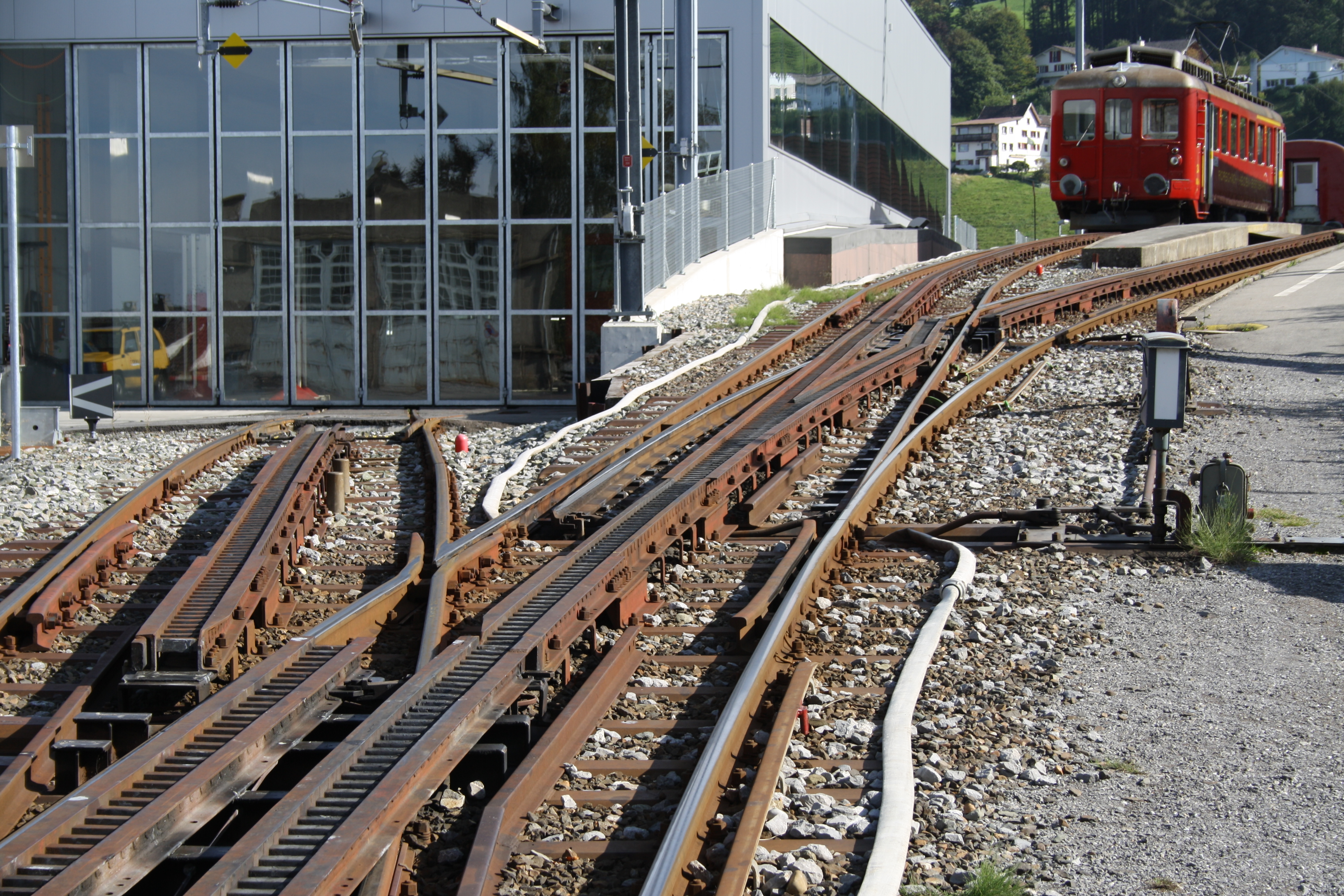
Riggenbach-Zahnstangengleis und -weichen in Heiden
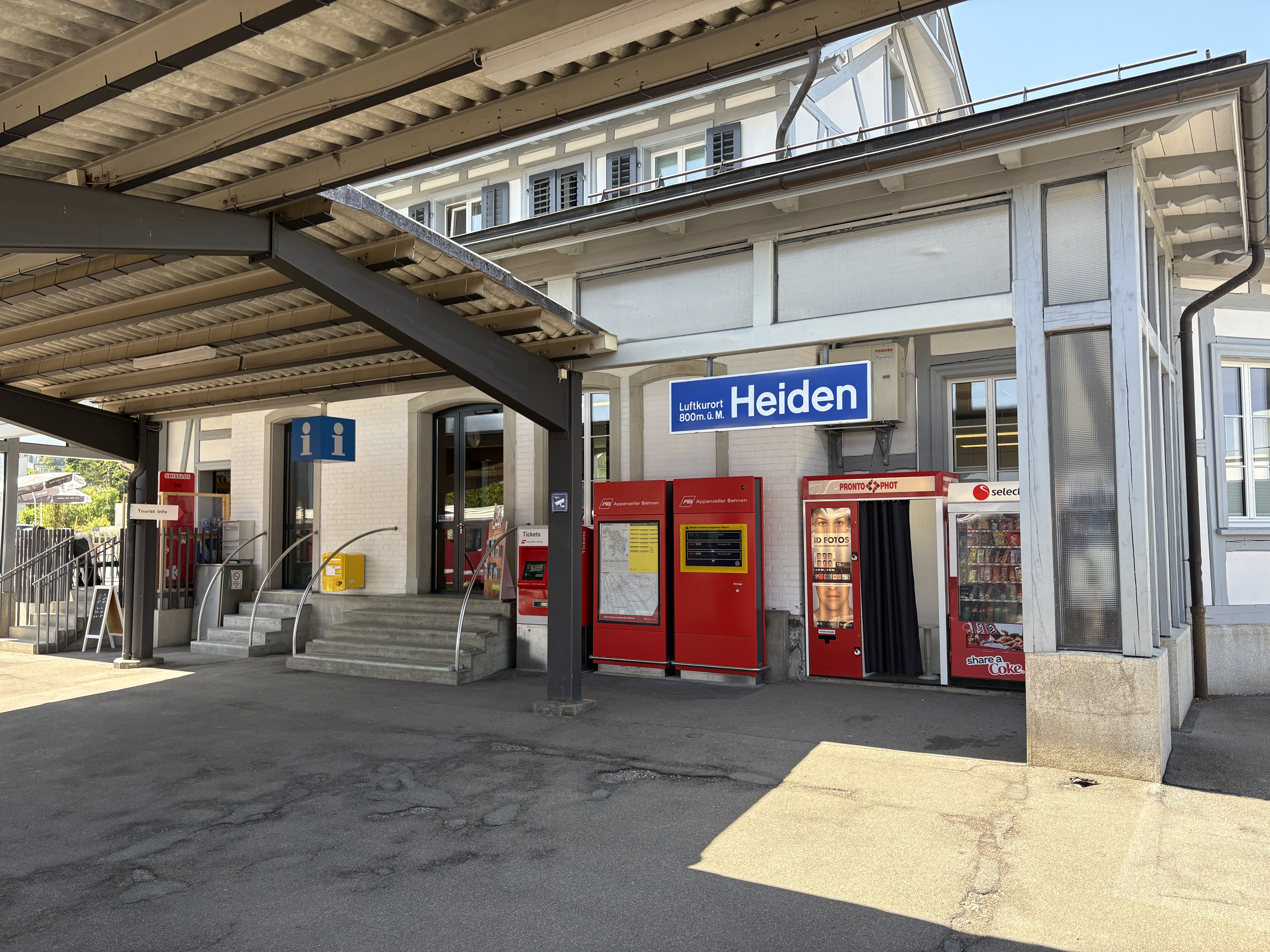
Bahnhof Heiden
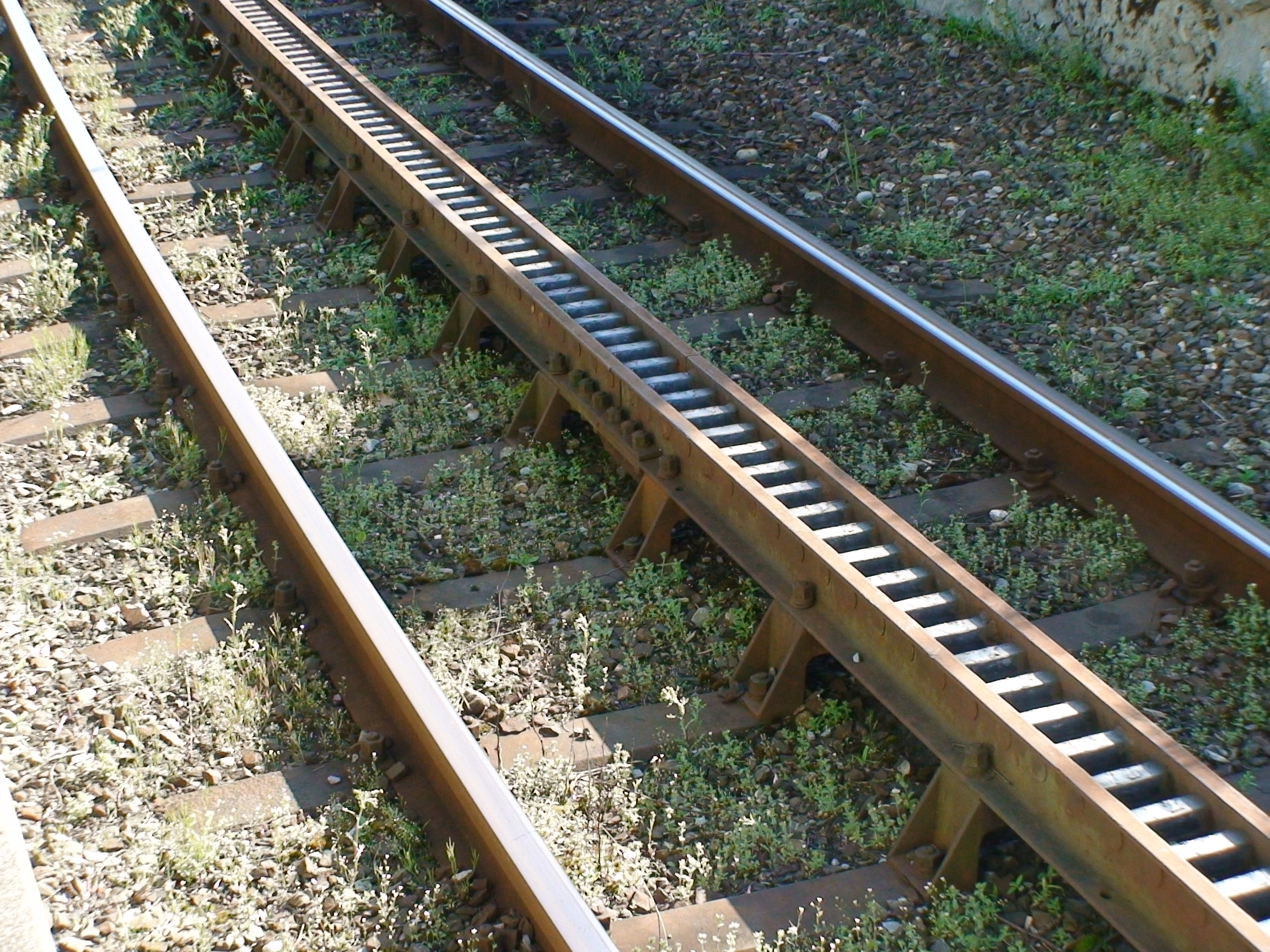
Bahnschiene Detail